# کریستیان گومز (بازیکن فوتبال، زاده ۱۹۸۹)
کریستیان گومز (انگلیسی: Cristian Gómez؛ زادهٔ ۲۷ ژوئیهٔ ۱۹۸۹) بازیکن فوتبال اهل اسپانیا است.
از باشگاه‌هایی که در آن بازی کرده‌است می‌توان به باشگاه فوتبال ژیرونا، باشگاه فوتبال اسپانیول، و باشگاه فوتبال رئال مادرید کاستیا اشاره کرد.